# Pucchigumi
Pucchigumi (ぷっちぐみ lit. Pequeño Grupo?) es una revista mensual de manga infantil japonesa publicada por Shōgakukan. Varios títulos de manga diferentes y adaptaciones dirigidas a jóvenes lectores femeninos se han serializado en la revista en su larga historia de una década. Las últimas cifras de circulación ubican a la revista en 60,667 copias, que se encuentra en el tercio medio de la lista de circulación en comparación con otras revistas de manga.

## Visión general
Pucchigumi comenzó a publicarse por primera vez en julio de 2006 con un público dirigido a las niñas. Las obras serializadas originales incluyen títulos como Fluffy, Fluffy Cinnamoroll, entre otras tomas independientes (dōjinshi). La otra serialización principal viene en forma de manga de las franquicias a las que Shōgakukan tiene los derechos. Ejemplos de estos incluyen Jewelpet, My Little Pony: Friendship Is Magic y Pretty Rhythm. Pucchigumi también ha presentado artistas de manga como Riyoko Ikeda dando un "curso de ilustración" para niños. Los próximos anuncios de anime relacionados con los títulos propiedad de Shogakukan también se anuncian y promocionan en Pucchigumi. ¡Estas han incluido la Girls × Heroine! Series y Aikatsu!. Para publicidad, algunos personajes han aparecido más de una vez en las portadas de la revista. En marzo de 2013, Shogakukan lanzó a través de YouTube una canción titulada "Canción de Pucchigumi" (ぷっちぐみのうた?).
Además del manga serializado, Pucchigumi realiza audiciones anuales para que las niñas menores de 12 años modelen exclusivamente para su revista y otro material promocional, al que se les conoce como Modelos Pucchi. Los modelos actuales incluyen a Anna (2017-presente), Yumena Iio y Beni Abe (2019-presente). Los modelos anteriores incluyen Akari Motokura, cuyo mandato fue de 2015 a 2016.

## Mangas serializados

### Actual
- Aikatsu en desfile! (2019-)[10]
- Kiratto Pri Chan (2018-)
- Secret × Heroine Phantomirage! (2019-)
- Waccha Primagi (2024)
- Himetsu no AiPri (2024)

### Pasado
- Fluffy, Fluffy Cinnamoroll (2006-2008)[11]
- Kirarin Revolution (2006-2009)[12]
- Happy Kappy (2007-2011?)[13][14]
- Mofu ☆ Mofu (2008-2016?)[15][16]
- Jewelpet (2009)
- Together Sugarbunnies (2009)[17]
- Lilpri (2009-2011)[18][19]
- Go, go: Tamagotchi! (2010-2011)[20]
- Pretty Rhythm Dear My Future (2012)[21]
- Pretty Rhythm: Rainbow Live (2013)
- Aikatsu! Official Fanbook (2013-?)[22]
- Chibi Devi! (Special) (2013)[23]
- Go, go: Tamagotchi! Dream (2013)
- My Little Pony: Friendship Is Magic (2013-2014)[12][24][25]
- Pretty Rhythm: All Star Selection (2014)[26][27]
- Yo-kai Watch: Exciting Nyanderful Days (2014)[28]
- Nico in Fairyland (おとぎの国のNico?) (2015-2017)[29]
- Licca-chan (2015-2018)[30]
- Toki no Tani (2016)[31][32]
- Idol × Warrior Miracle Tunes! (2017-2018)[33]
- Magical × Heroine Magimajo Pures! (2018-2019)[34][35]

## Número de lectores
Según la información de la Japanese Magazine Publishers Association, la circulación se estimó en 60,667 para el período del 1 de enero al 31 de marzo de 2018.  La circulación de la revista en estos datos, que comienza en enero de 2010, muestra una circulación máxima de 151,667 entre octubre y diciembre de 2013. Un estudio de lectores realizado en 2007 muestra que el mayor porcentaje de lectores son niños de primaria.